# Microtheca ochroloma
Microtheca ochroloma är en skalbaggsart som beskrevs av Carl Stål 1860. Microtheca ochroloma ingår i släktet Microtheca och familjen bladbaggar. Inga underarter finns listade i Catalogue of Life.